# Claudio Lotito
Claudio Lotito (Roma, 9 maggio 1957) è un imprenditore, dirigente sportivo e politico italiano.
Dal 20 luglio 2004 è il presidente della Lazio e dal 26 luglio 2011 al 7 luglio 2021 è stato anche proprietario, in società con Marco Mezzaroma, della Salernitana. Eletto consigliere federale nel 2009 e rieletto nel 2013 e 2018, dal 2010 al 2021 è stato componente del Comitato di Presidenza della Federazione Italiana Giuoco Calcio.
A livello individuale, nel 2015 si è aggiudicato il premio Financial Fair Play (organizzato dall'Associazione Italiana Allenatori Calcio e dall'associazione no profit DGS Sport&Cultura) per la rigorosa e meticolosa gestione del bilancio economico della Società Sportiva Lazio.
Durante la sua carica presidenziale nella società romana, iniziata nel 2004 sull'orlo del fallimento, il club ha vinto tre Coppe Italia (2009, 2013, 2019) e tre Supercoppe italiane (2009, 2017, 2019). Da comproprietario della Salernitana a partire dal 2011 è riuscito in dieci anni a portare la squadra dalla Serie D alla Serie A.

## Biografia
Nasce a Roma da madre insegnante di lettere originaria di San Lorenzo a Pinaco, frazione di Amatrice, e padre carabiniere originario di Soveria Mannelli; cresce a Ciampino, all'epoca frazione del comune di Marino, e da ragazzo gioca a calcio nel ruolo di portiere nell'ASD Amatrice Calcio. Diplomatosi presso il liceo classico statale "Ugo Foscolo" di Albano Laziale, ha conseguito una laurea in pedagogia alla Sapienza con il massimo dei voti e ha intrapreso anche l'attività di giornalista pubblicista a Il Tempo prima di entrare nel mondo dell'imprenditoria.
È sposato con Cristina Mezzaroma, figlia di Gianni e nipote di Pietro Mezzaroma, membri di un'importante famiglia di imprenditori edili romani; i due hanno un figlio di nome Enrico.
È proprietario di tre imprese di pulizie, la "S.n.a.m. Lazio Sud", la "Bona Dea" e la "Linda", una di catering ("Omnia Service"), un'altra di termo-gestione ("Gasoltermica Laurentina") e un'agenzia di vigilanza privata ("Roma Union Security"), oltre a essere socio di due societá immobiliari. Sul finire della Prima Repubblica, le sue imprese si procuravano gran parte del fatturato aziendale grazie agli appalti degli enti locali e delle società a controllo pubblico: regione, provincia, comune, le unità sanitarie locali, gli ospedali.

## Nel mondo del calcio

### Presidenza della Lazio

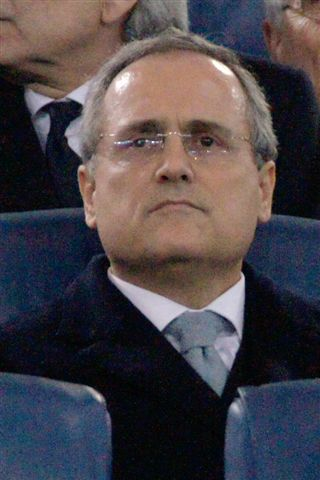
Claudio Lotito in veste di patron della Lazio nel 2009

Il 19 luglio 2004 Lotito entra nell'azionariato della Società Sportiva Lazio partecipando, tramite la holding "Lazio Events S.r.l." (da lui controllata al 100% attraverso i tre veicoli "Linda", "S.n.a.m. Lazio Sud" e "Bona Dea"), all'aumento di capitale acquistando 18.268.506 nuove azioni della società biancoceleste (che corrispondevano al 26,969% di tutte le azioni), spendendo circa 18,268 milioni di Euro. Contemporaneamente la cooperativa di lavoro "Team Service S.C.A R.L." di Emilio Innocenzi (considerato vicino a Lotito) arriverà al 2,667% delle azioni.
Celebre una delle prime dichiarazioni del neo presidente laziale:
Per risollevare la difficile situazione economica in cui versava la società, Lotito decise di avvalersi della legge 21 febbraio 2003, n. 27 (meglio nota come Decreto salva-calcio) approvata dal governo Berlusconi, per mezzo della quale ottenne la rateizzazione del debito pregresso con l'Agenzia delle Entrate (quantificato in 140 milioni di euro) su un arco di 23 anni, oltre a rilevanti sconti sulle penali. Tale accordo, giudicato troppo favorevole alla Lazio, non venne accettato dal primo funzionario statale delegato a trattare, che si dimise e fu sostituito da un altro. Gli sconti, come anche tutti quelli ottenuti da altre società calcistiche, erano stati originariamente considerati dalla UE aiuti di stato; la legge fu quindi modificata ricevendo l'imprimatur della Commissione europea per la concorrenza. Negli anni successivi l'imprenditore romano ha proseguito un lungo percorso di risanamento del debito pregresso che ha riportato la Lazio in equilibrio economico-finanziario.
Durante la sua presidenza la Lazio ha vinto tre Coppe Italia nelle stagioni 2008-2009, 2012-2013 e 2018-2019, tre Supercoppe italiane nel 2009, nel 2017 e nel 2019, un Campionato Primavera nel 2012-2013, due Coppe Italia Primavera nel 2013-2014 e nel 2014-2015, una Supercoppa Primavera nel 2014.
Nel 2007 ha subito un tentativo di estorsione nella scalata alla Lazio, che nel 2015 ha portato alla condanna di 8 persone
Nell'aprile 2022 raggiunge il prestigioso traguardo di diventare il presidente più longevo nella storia del club biancoceleste, superando il record appartenuto per un secolo a Fortunato Ballerini.

### L'esperienza a Salerno

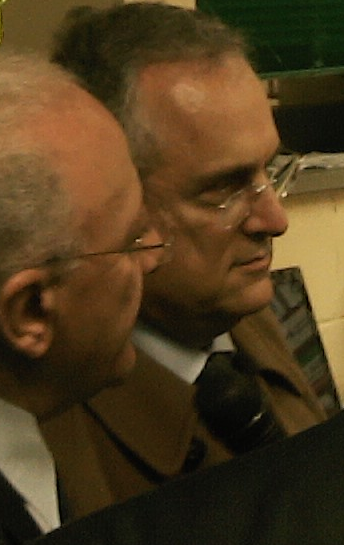
Claudio Lotito insieme con l'ex sindaco di Salerno Vincenzo De Luca durante un'intervista nel 2015 dopo la promozione matematica in Serie B dei granata

Il 21 luglio 2011 Lotito, affiancato dal cognato Marco Mezzaroma, fonda e diventa comproprietario dell'allora Salerno Calcio, società iscritta al campionato di Serie D.
Il 7 luglio 2012, dopo appena un anno dalla ricostruzione e con la risalita della squadra campana in Lega Pro Seconda Divisione, il duo Lotito-Mezzaroma acquista il logo e i colori sociali dello storico sodalizio, ricostituendo di fatto la Salernitana che in data 14 aprile 2013, vincendo la gara esterna con il Fondi per 5 a 1, ottiene la matematica promozione in Lega Pro Prima Divisione nonché la seconda consecutiva in soli due anni di gestione societaria.

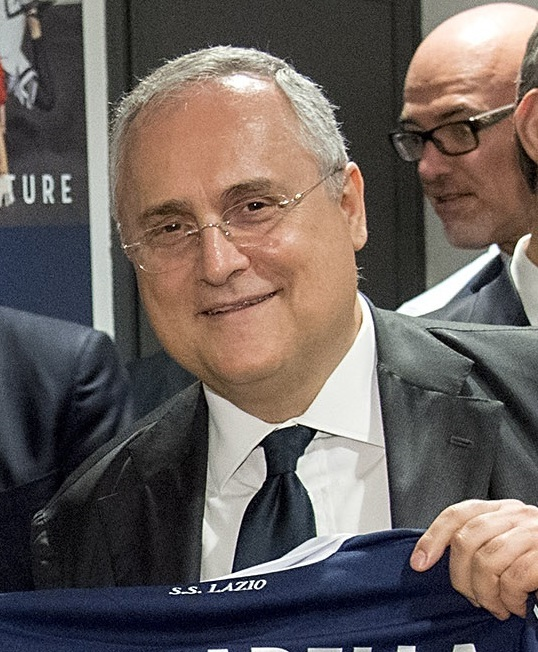
Claudio Lotito nel 2017

Da comproprietario della Salernitana ha vinto il campionato di Serie D 2011-2012, girone G, il campionato di Lega Pro Seconda Divisione 2012-2013, girone B, la Supercoppa di Lega di Seconda Divisione 2013, la Coppa Italia Lega Pro nel 2014 e il campionato di Lega Pro 2014-2015 nel girone C, che sancisce il ritorno in Serie B dei granata. Al primo anno in B si salva vincendo i play-out contro la Virtus Lanciano; la stagione seguente si piazzerà decimo, nel 2017-2018 dodicesimo, nel 2018-2019 sedicesimo (rivincendo un altro play-out ai rigori contro il Venezia) e ancora decimo nel 2019-2020. Nel 2020-2021 la Salernitana arriva seconda tornando in Serie A dopo 23 anni.
A causa delle regole federali che non permettono la coesistenza di due club appartenenti ad un unico proprietario o a suoi affini nella stessa categoria, Lotito ha dovuto lasciare la presidenza del club, affidandola definitivamente il 7 luglio 2021 ad un trust indipendente, guidato dal generale Ugo Marchetti, con il compito di trovare un compratore per la società entro sei mesi dall'affidamento. La Salernitana verrà poi venduta a fine anno per 10 milioni di euro all'imprenditore palmese Danilo Iervolino.

### L'interesse per il Bari
In seguito al fallimento del Football Club Bari 1908 di Cosmo Antonio Giancaspro, il 31 luglio 2018 viene reso noto che la proposta della Filmauro S.r.l. del patron del Napoli, Aurelio De Laurentiis ha convinto il sindaco di Bari Antonio Decaro, superando con la sua Società Sportiva Calcio Bari le altre dieci proposte, tra cui quella di Lotito con la Società Sportiva Bari 1908, per la rinascita del Bari dopo il fallimento.

## Attività politica
Alle elezioni politiche del 2018 viene candidato al Senato della Repubblica, tra le liste di Forza Italia (partito di centro-destra di Silvio Berlusconi) nel collegio plurinominale Campania - 01, ma risultando non eletto. Il 4 agosto 2020, a seguito di un ricorso, il seggio assegnato a Vincenzo Carbone è stato assegnato a Lotito, pertanto la giunta delle elezioni del Senato ha deliberato la contestazione del seggio occupato da Carbone. Ci sarebbe dovuta essere una votazione, dovuta al ricorso, che però non è mai stata fissata.
Alle elezioni politiche anticipate del 2022 Lotito viene ricandidato al Senato nel collegio uninominale Molise - 01 (Campobasso), sostenuto dalla coalizione di centro-destra in quota Forza Italia, risultando questa volta eletto con il 42,92% dei voti superando i candidati del Movimento 5 Stelle Ottavio Antonio Balducci (24,38%) e del centro-sinistra Rossella Gianfagna (23,52%). Nella XIX legislatura è membro delle commissioni bilancio, della quale viene eletto vicepresidente, e Finanze e tesoro, dove sostituisce il Ministro Anna Maria Bernini; inoltre, dal 21 aprile 2023, è membro della Commissione straordinaria per il contrasto dei fenomeni di intolleranza, razzismo, antisemitismo e istigazione all'odio e alla violenza. Successivamente, il 7 settembre 2023, diviene membro della commissione parlamentare per il controllo sull'attività degli enti gestori di forme obbligatorie di previdenza e assistenza sociale, incarico che mantiene solo fino al 13 settembre successivo, quando diviene membro della commissione parlamentare per le questioni regionali.
Il 24 marzo 2023 viene nominato da Silvio Berlusconi coordinatore regionale di Forza Italia in Molise.

## Procedimenti giudiziari

### Arresto per appalti
Nel 1992 viene coinvolto in un'inchiesta della magistratura sugli appalti della Regione Lazio e in seguito arrestato in compagnia di un funzionario che, secondo i magistrati, rivelava all'imprenditore i coefficienti di massimo ribasso necessari ad aggiudicarsi la gara da 27 miliardi di lire per le pulizie nel triennio 1992-1995. I magistrati ritenevano anche che fosse socio occulto delle imprese vincitrici per favorire le società vicine ai partiti.

### Coinvolgimento in Calciopoli

#### Processo sportivo: quattro mesi di squalifica
Sul finire della stagione 2005/2006 della serie A viene coinvolto nello scandalo Calciopoli per illeciti commessi nel campionato precedente, cioè il primo della sua gestione. Il 14 luglio 2006 viene condannato dalla Commissione d'Appello Federale all'inibizione per tre anni e sei mesi e al pagamento di un'ammenda di 10.000 euro, mentre la Lazio è condannata alla retrocessione all'ultimo posto del campionato 2005/2006, alla penalizzazione di sette punti da scontare nel successivo campionato di serie B e a un'ammenda di 40.000 euro.
Il 27 ottobre la Camera di Conciliazione ed Arbitrato del CONI comunica le sentenze definitive, condannando Lotito a quattro mesi di inibizione (pena ulteriormente ridotta rispetto alla sentenza d'appello della Corte Federale che lo condannava a due anni e sei mesi). Per la Lazio viene confermata la sentenza d'appello che revocava la retrocessione all'ultimo posto del campionato 2005-2006 condannando la società biancoceleste a 30 punti di penalizzazione, mentre i punti di penalizzazione da scontare nel campionato di Serie A 2006/2007 passano, dagli 11 previsti dalla Corte Federale, a 3.

#### Processo penale: prescrizione
L'8 novembre 2011, nell'ambito del processo penale relativo allo scandalo di Calciopoli, è stato condannato in primo grado dal Tribunale di Napoli a un anno e tre mesi e 25.000 euro di multa.
Nel marzo del 2012 la condanna passa a diciotto mesi di reclusione e a 40.000 euro di multa.
Il 17 dicembre 2013 la Corte ha preso atto per Lotito e Della Valle della intervenuta prescrizione, come richiesto anche dalla Procura.

### Aggiotaggio e ostacolo agli organi di vigilanza
Il 3 marzo 2009 Claudio Lotito è stato condannato in primo grado a due anni di reclusione per aggiotaggio e ostacolo all'attività degli organi di vigilanza sui titoli del club biancoceleste. Nel gennaio 2014 il reato di aggiotaggio è prescritto, mentre la pena per l'omessa alienazione di partecipazioni dovrà essere rideterminata dalla corte di appello di Milano per decisione della Quinta Sezione Penale della Corte Suprema di Cassazione, la decisione vale per entrambi gli imputati Claudio Lotito e Roberto Mezzaroma.

### Affitto dell’Olimpico: 1 mese e mezzo di squalifica
Nell’agosto del 2011, per lo scontro con il presidente del CONI Gianni Petrucci per l’affitto dello Stadio Olimpico, Lotito usa l’espressione “estorsione” per motivare il mancato pagamento di una delle quote del canone (2,5 milioni di euro) per potere utilizzare lo stadio; infine verrà punito con un mese e mezzo di squalifica.

### Agentopoli: due mesi di squalifica
Nel 2012 per violazioni dei regolamenti per quanto riguarda il trasferimento di calciatori viene squalificato per due mesi.

### Sospensione da consigliere federale: archiviazione
Viene sospeso in via cautelare dalle cariche di consigliere federale della FIGC e di componente del Comitato di Presidenza nel febbraio 2012. Il 7 dicembre la procura federale archivia il procedimento nei suoi confronti per violazione della clausola compromissoria, in relazione alla sospensione dalla carica di consigliere federale.

### Caso Iodice: archiviazione
Nei primi giorni del febbraio 2015 Giuseppe Iodice, dirigente della squadra di calcio dell'Ischia Isolaverde, militante nello stesso girone della Salernitana, divulga una discussione telefonica tra lui e Lotito, in cui l'imprenditore capitolino afferma che la presenza di piccoli club in Serie A e B come il Carpi o il Frosinone è economicamente deleteria e inoltre spara a zero su alcune autorità dello sport italiano. Iodice il 20 febbraio consegna alla procura di Napoli un'altra registrazione di una telefonata con Lotito che lo denuncia alla procura di Roma per calunnia e diffamazione. Sulla vicenda apre un'inchiesta anche la procura federale della Figc e il procuratore Stefano Palazzi chiede e ottiene dal superprocuratore Coni, il generale Cataldi, altri quaranta giorni di proroga alle indagini per appurare se le parole di Lotito con Iodice avessero avuto poi un seguito.
Il 10 giugno dello stesso anno Lotito viene indagato dalla procura di Napoli per tentata estorsione e vengono perquisite la sua abitazione, quelle di Carlo Tavecchio (presidente FIGC) e Mario Macalli (presidente Lega Pro) e la sede della FIGC. Lotito avrebbe fatto avere ad alcune società della Lega Pro dei contributi in cambio dell'appoggio alla elezione di Mario Macalli a presidente.
Nel luglio del 2015 si è avuta l'archiviazione del fascicolo sportivo riguardante il presidente della Lazio sul caso della telefonata al dg dell’Ischia Pino Iodice, su decisione del procuratore federale della FIGC, Stefano Palazzi.
Nel febbraio del 2017 la Procura della Repubblica di Napoli ha chiesto e ottenuto l'archiviazione anche del procedimento penale aperto nel 2015 a carico di Claudio Lotito concernente l'ipotesi di tentata estorsione collegata al medesimo episodio.

### Caso Infront e l'ostacolo alla Covisoc: archiviazione
Un'intercettazione telefonica nell'ambito di un'inchiesta su corruzione e infiltrazioni mafiose nella Lega Pro rivelerebbe che Claudio Lotito, oltre a ricattare i vertici della Lega Calcio, sarebbe - insieme con Adriano Galliani - coinvolto nella Infront, società che gestisce i diritti televisivi della Lega Calcio e più o meno direttamente controllore di Lazio, Salernitana, Bari e Brescia.
Il 13 ottobre 2015, nell'ambito dell'inchiesta che coinvolge proprio Infront e altri dirigenti di club italiani, la procura di Milano lo accusa di aver ostacolato l'attività di vigilanza della Covisoc che ha il compito per la Figc di dare l'autorizzazione (dopo aver visionato i bilanci) all'iscrizione dei club ai campionati.
Con decreto 19 aprile 2018 il Gip di Milano ha disposto l'archiviazione del procedimento con riferimento a tutte le ipotesi di reato (a carico tra gli altri di Adriano Galliani, Marco Bogarelli, Riccardo Silva, Claudio Lotito, Enrico Preziosi e Gianluca Paparesta), non sussistendo elementi idonei a sostenere l'accusa in giudizio.

### Evasione fiscale e false fatturazioni: assoluzione
Dal 26 gennaio 2016 Lotito è indagato, insieme con altri dirigenti e procuratori, per evasione fiscale e false fatturazioni riguardo alla compravendita di giocatori: gli agenti avrebbero fatturato in maniera fittizia alle società le loro prestazioni esclusive mentre i club avrebbero completamente dedotto dal reddito imponibile queste spese beneficiando anche della detrazione dell'IVA relativa alla pseudo prestazione ricevuta.
Due anni più tardi, in relazione alla maxi inchiesta “Fuorigioco” sulla compravendita di calciatori, a Lotito viene contestato di aver evaso l’IVA nell’ambito dei trasferimenti di Giuseppe Sculli al Genoa e di Pasquale Foggia alla Sampdoria avvalendosi di fatture relative ad operazioni inesistenti.
Nell’estate del 2020 saranno l’ex giocatore bianco celeste Mauro Zarate e il suo agente Ruzzi, denunciato poi da Lotito per tentata estorsione, ad alludere, in un’intervista a Le Iene, a pagamenti in nero o ad evasione fiscale riguardo alla commissione di 15 milioni versata dalla Lazio alla società londinese Pluriel Limited e poi in parte fatti arrivare agli argentini tramite la società del fratello del calciatore il quale però pretende il pagamento di 8,850 milioni di euro tra stipendi e bonus mai incassati e un contratto più basso che ha accettato di firmare con il Velez per sottrarsi dal mobbing di Lotito. La procura di Roma aprirà un fascicolo, a carico di ignoti, con le ipotesi di evasione fiscale e false comunicazioni sociali nei bilanci della Lazio mentre la procura federale della FIGC propenderà per l’archiviazione.
Nel novembre del 2022 il PM chiede l'assoluzione per Lotito, richiesta che viene accolta nel marzo del 2023 dal Tribunale di Napoli.

### Multe cancellate: prescrizione
Nel gennaio 2019 viene indagato dalla Procura di Roma per concorso in falso e truffa insieme con altre 196 persone e viene sottoposto a un sequestro preventivo del valore di 26.000 euro poiché tra il 2012 e il 2014 avrebbe fatto figurare come veicoli di scorta usati da forze dell'ordine alcune auto private che erano state multate.
Nel febbraio del 2022 il GUP dispone il non luogo a procedere nei confronti di Lotito e degli altri indagati poiché le accuse sono cadute in prescrizione.

### Caso tamponi COVID-19: due mesi di squalifica
Per il mancato rispetto dei protocolli anti COVID-19 - e in particolare per la mancata comunicazione alle Asl competenti e la messa in isolamento di alcuni calciatori positivi prima di alcune partite di Champions e Serie A - il 26 marzo 2021 il Tribunale federale condanna Lotito a sette mesi di squalifica e a dodici mesi i medici sociali della Lazio mentre il club riceve una multa da 150.000 euro. Il 30 aprile seguente in appello, su ricorso presentato dalla Procura Federale, viene condannato a dodici mesi e la multa per la Lazio sale a 200.000 euro; la nuova pena, sommata ai due mesi di squalifica del 2012, determina l'automatico decadimento da ogni incarico federale e l'impossibilità di candidarsi in futuro. In data 7 settembre 2021 il collegio di garanzia del CONI, presieduto da Franco Frattini, si è pronunciata sulla sentenza della Corte Federale d'Appello della FIGC n. 103/CFA 2020-2021, assunta in data 7 maggio 2021 in seguito ai ricorsi presentati dai dottori Ivo Pulcini e Fabio Rodia e dalla S.S. Lazio S.p.a. contro la Procura Federale della Federazione Italiana Giuoco Calcio (ricorso iscritto al R.G. ricorsi n. 60/2021, presentato, in data 1º giugno 2021) e da Claudio Lotito e dalla S.S. Lazio S.p.A. contro la Procura Federale della Federazione Italiana Giuoco Calcio e nei confronti del dott. Ivo Pulcini e Fabio Rodia (ricorso iscritto al R.G. ricorsi n. 61/2021, presentato, in data 3 giugno 2021). Il collegio di garanzia ha, in relazione al primo ricorso, accolto parzialmente i motivi presentati dai ricorrenti, disponendo il rinvio all'Alta Corte federale d'Appello della FIGC affinché attui una nuova valutazione della misura di sanzione. Per quanto concerne il secondo ricorso ha accolto i motivi presentati dai ricorrenti (a eccezione del primo punto), disponendo il rinvio all'Alta Corte federale d'Appello della FIGC affinché attui una nuova valutazione della misura di sanzione. Il 19 ottobre 2021 la Corte Federale d'Appello a Sezioni Unite ha sanzionato con due mesi di inibizione (rispetto ai dodici originariamente inflitti) il presidente Claudio Lotito (che pertanto conserva la sua posizione di consigliere federale) e con cinque mesi di inibizione i medici del club Ivo Pulcini e Fabio Rodia; la società S.S. Lazio S.p.A. è stata sanzionata con un'ammenda di 50.000 euro (rispetto ai 200.000 originariamente inflitti).

## Presenza nei media
Fin dal suo insediamento da presidente della Lazio, Lotito è stato al centro dell'attenzione dei media soprattutto in virtù del suo modo particolare di esprimersi, che non disdegna le citazioni in latino, retaggio del suo passato di studente di liceo classico.
Lotito ha preso parte a una puntata della terza stagione de I Cesaroni, girata all'interno del Centro sportivo di Formello, e al film L'allenatore nel pallone 2 nel 2008. Oltre a tali apparizioni cinematografiche ha anche partecipato come ospite a vari talk-show quali Porta a Porta di Raiuno, AnnoZero di Rai 2, Robinson e Ballarò di Rai 3, oltre a Tetris e Piazzapulita di LA7.
Claudio Lotito talvolta è oggetto di satira televisiva e venne imitato dal comico Max Giusti per la prima volta su Raidue durante la trasmissione Quelli che il calcio.
Il patron biancoceleste dal 2012 al 2013 ha tenuto una rubrica dal sapore ironico in cui discuteva di alcune frasi in lingua latina di puntata in puntata, nel programma televisivo calcistico Undici in onda sulle reti Mediaset.

## Filmografia
- L'allenatore nel pallone 2 (2008) (cameo)
- I Cesaroni - serie TV, episodio 3x11 (2009) (cameo)